# Rhizopogon truncatus
Rhizopogon truncatus är en svampart som beskrevs av Linder 1924. Rhizopogon truncatus ingår i släktet Rhizopogon och familjen hartryfflar.   Inga underarter finns listade i Catalogue of Life.